# Aeropuerto de Huahine
El Aeropuerto de Huahine o bien Aeropuerto de Huahine - Fare (en francés: Aérodrome de Huahine) es un aeropuerto que sirve la isla de Huahine en la Polinesia Francesa un territorio de Francia en el Océano Pacífico (IATA: HUH, OACI :NTTH). El aeropuerto está situado en la parte norte de la comuna de Fare, en la isla de Huahine Fare en las llamadas Islas de la Sociedad.
En 2006, 151.907 pasajeros utilizaron el aeropuerto. La compañía Air Tahiti ofrece vuelos a Bora Bora, Moorea, Papeete y Raiatea.